# Xiaomi Redmi 5A
Xiaomi Redmi 5A — смартфон початкового рівня, розроблений компанією Xiaomi. Був представлений 16 жовтня 2017 року.

## Дизайн
Екран виконаний зі скла. Корпус смартфона виконаний з пластику.
Ззаду Xiaomi Redmi 5A схожий на Xiaomi Redmi Note 5A.
Знизу знаходяться роз'єм microUSB та мікрофон. Зверху розташовані 3.5 мм аудіороз'єм, другий мікрофон та ІЧ-порт. З лівого боку смартфона розташований слот під 2 SIM-картки або 1 SIM-картку і карту пам'яті формату Micro SD до 128 ГБ. З правого боку розміщені кнопки регулювання гучності та кнопка блокування смартфону. Динамік знаходиться на задній панелі.
В Україні Xiaomi Redmi 5A продавався в 3 кольорах: сірому, золотому та Rose Gold.

## Технічні характеристики

### Платформа
Смартфон отримав процесор Qualcomm Snapdragon 425 (4x1.4 ГГц) та графічний процесор Adreno 308.

### Батарея
Батарея отримала об'єм 3000 мА·год.

### Камера
Смартфон отримав основну камеру 13 Мп, f/2.2 з фазовим автофокусом та здатністю запису відео в роздільній здатності 1080p@30fps. Фронтальна камера отримала роздільність 5 Мп, діафрагму f/2.0 та здатність запису відео у роздільній здатності 1080p@30fps.

### Екран
Екран IPS LCD, 5.0", HD (1560 × 720) зі співвідношенням сторін 16:9 та щільністю пікселів 296 ppi.

### Пам'ять
Смартфон продавався в комплектаціях 2/16 та 3/32 ГБ.

### Програмне забезпечення
Смартфон був випущений на MIUI 9, що базувалася на Android 7.1.2 Nougat. Був оновлений до MIUI 11 на базі Android 8.1 Oreo.